# Sissel Rønbeck
Sissel Marie Rønbeck (født 24. maj 1950 i Hammerfest) er en norsk politiker (Ap).
Da hun i efteråret 1979 blev forbruger- og administrationsminister i en alder af 29 år, var hun dengang Norges hidtil yngste minister. Hun mødte første gang i Stortinget som supleant for Ap i 1973. Fra 1975–1977 var hun formand i Arbeidernes Ungdomsfylkings hovedbestyrelse.
Hun var valgt til stortinget for Oslo i perioden 1981–93. I Stortinget var Rønbeck medlem og leder af Kirke- og undervisningskomiteen, medlem af Finanskomiteen og medlem af Samferdselskomiteen. Hun blev første gang nomineret til en 8. plads på listen til stortingsvalget i 1977 af Oslo Arbeiderparti.
Rønbeck har haft en række tillidsposter i Arbeiderpartiet. Hun var formand i Arbeidernes Ungdomsfylking i 1975–77 hvor hun havde vært medlem af hovedbestyrelsen siden 1969, medlem af Aps hovedbestyrelse 1975–77 og 1983–89 og leder af Arbeiderpartiets kvindebevægelse 1985–89.
Af andre poster kan nævnes: Medlem af Den Norske Nobelkomite fra 1994, leder af Rådgivende udvalg for God byggeskikk og næstformand i Norske Boligbyggelags Landsforbund.
I 1983 udgav hun bogen Tanker på tvers. Hun var tidligere gift med den senere udenrigsminister Bjørn Tore Godal.

## Ekstern henvisning
- Stortinget.no – Biografi